# Syrefamilien
Syrefamilien (Polygonaceae), også kaldet pileurtfamilien eller skedeknæfamilien), er en stor plantefamilie, som er udbredt i alle de tempererede egne (i Amerika også i tropiske egne). Det er buske, lianer eller urter, som har spredte, helrandede blade. Blomsterne er samlet i toppe eller aks. Frugten er en trekantet nød.
| Slægter |

## Slægter forekommende i Danmark
- Pileurt (Aconogonon)
- Slangeurt-slægten (Bistorta)
- Boghvede (Fagopyrum)
- Sølvregn-slægten (Fallopia)
- Dværgsyre (Koenigia)
- Fjeldsyre (Oxyria)
- Muehlenbeckia
- Pileurt (Persicaria)
- Pileurt (Polygonum)
- Rabarber (Rheum)
- Skræppe (Rumex)

## Andre slægter
- Alpeskræppe Acetosa
- Bilderdykia, se Sølvregn-slægten
- Bændelbusk Homalocladium
- Reynoutria, se Sølvregn-slægten